# Tachyempis apicis
Tachyempis apicis är en tvåvingeart som beskrevs av Samuel Wendell Williston  1896. Tachyempis apicis ingår i släktet Tachyempis och familjen puckeldansflugor. Inga underarter finns listade i Catalogue of Life.